# Hagnònides
Hagnònides (grec antic: Ἁγνωνίδης, llatí: Agnonides) fou un demagog i sicofanta atenenc contemporani de Teofrast i Foció.
Hagnònides va acusar Teofrast de vulnerar lleis sagrades, però en va ser absolt per l'areòpag i l'acusat va desistir d'arruïnar al seu acusador tot i que podia fer-ho, segons diu Diògenes Laerci. Es va oposar al partit macedoni i va acusar Foció de traïdor; per això, quan Alexandre, fill de Polispercó, va entrar a Atenes, Hagnònides va fogir ràpidament a l'exili. Més tard, Antípater li va permetre retornar, encara que només gràcies als bons oficis del mateix Foció. En tornar va continuar oposant-se al partit macedoni i fins i tot el sicofanta va oblidar la generositat de Foció i va induir els atenesos a condemnar-lo a mort per traïdor, acusat d'haver lliurat el Pireu a Nicànor, segons Plutarc. Foció va morir, però els atenesos, penedits, van condemnar a mort a Hagnònides com a manera d'aconseguir el perdó dels déus.
N'hi ha que pensen que és la mateixa persona que el retòric Hagnó de Tars, però probablement aquest Hagnó era d'època posterior.